# Miroslav Filipović (dziennikarz)
Miroslav Filipović (ur. 1951) – dziennikarz belgradzkiego, niezależnego dziennika „Danas” i współpracownik francuskiej agencji AFP. Za rządów Slobodana Miloševicia skazany na 7 lat więzienia pod zarzutem szpiegostwa i rozpowszechniania nieprawdziwych informacji.
Przez wiele lat Filipović ujawniał prawdę o zbrodniach armii jugosłowiańskiej w Kosowie, pisał o kulisach działalności służb specjalnych i protestach rezerwistów po zakończeniu wojny w Kosowie. W tym okresie był członkiem opozycyjnej wobec rządów Miloševicia Partii Demokratycznej, której liderem był Zoran Đinđić, a w której sam Filipović nie pełnił żadnej publicznej roli.
W 2000 roku został skazany przez jugosłowiański trybunał wojskowy w Niszu na 7 lat więzienia pod zarzutem szpiegostwa i rozpowszechniania nieprawdziwych informacji. Sąd orzekł, że skazany zbierał informacje dla zagranicznych służb wywiadowczych. Filipović był pierwszym dziennikarzem skazanym za szpiegostwo w Serbii.
W obronie dziennikarza stanęło wiele organizacji międzynarodowych jak wiedeński International Press Institute, czy Unia Europejska. Wyrok stanowczo potępił Departament Stanu USA. Międzynarodowa Organizacja Reporterzy bez Granic zażądała natychmiastowego uwolnienia Filipovicia. Amnesty International podkreśliła, że „zamiast prześladować Filipovicia, władze jugosłowiańskie powinny wszcząć śledztwo w sprawie oskarżeń przedstawionych w jego artykułach.
Został zwolniony jeszcze w 2000 roku, po wyborach prezydenckich w Serbii, w których zwyciężył Vojislav Koštunica.